# Kvarteret Daedalus

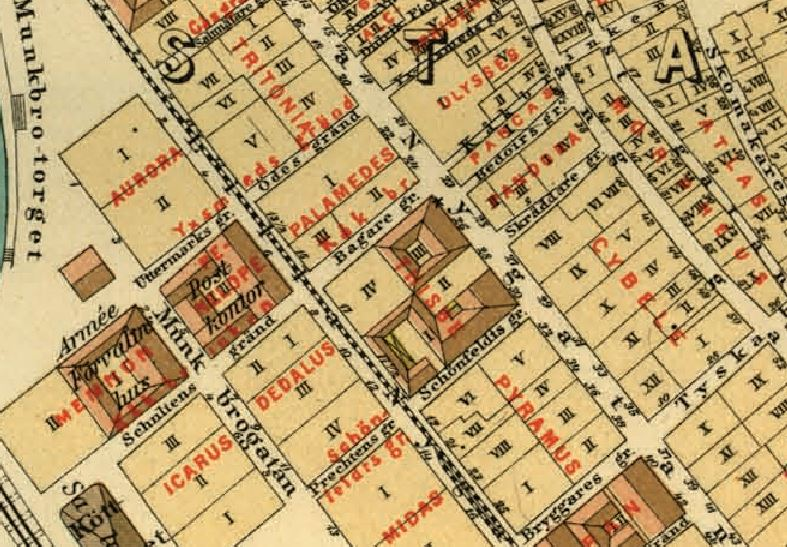
Kvarteret Daedalus på A.R. Lundgrens karta, 1885.

Kvarteret Daedalus (även stavat Dædalus) är ett kvarter i Gamla stan i Stockholm. Kvarteret omges av Kåkbrinken i norr, Lilla Nygatan i öster, Munkbrogatan i väster och Schönfeldts gränd i söder.  Kvarteret består idag av en fastighet: Daedalus 5. Tidigare bestod kvarteret av fyra fastigheter, Daedalus 1-4. Nuvarande kvartersnummer tillkom omkring 1970 i samband med den stora renoveringen och ombyggnaden av kvarteret. Kvarterets samtliga fastigheter ägs och förvaltas av AB Stadsholmen.

## Namnet

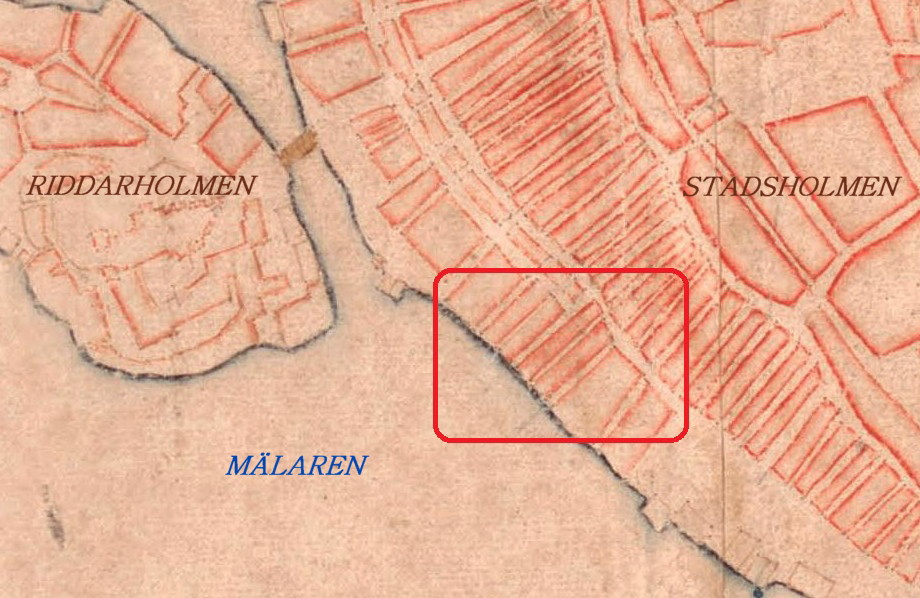
Läget för Daedalus 5 på en karta som visar Stadsholmen före regleringen 1627.

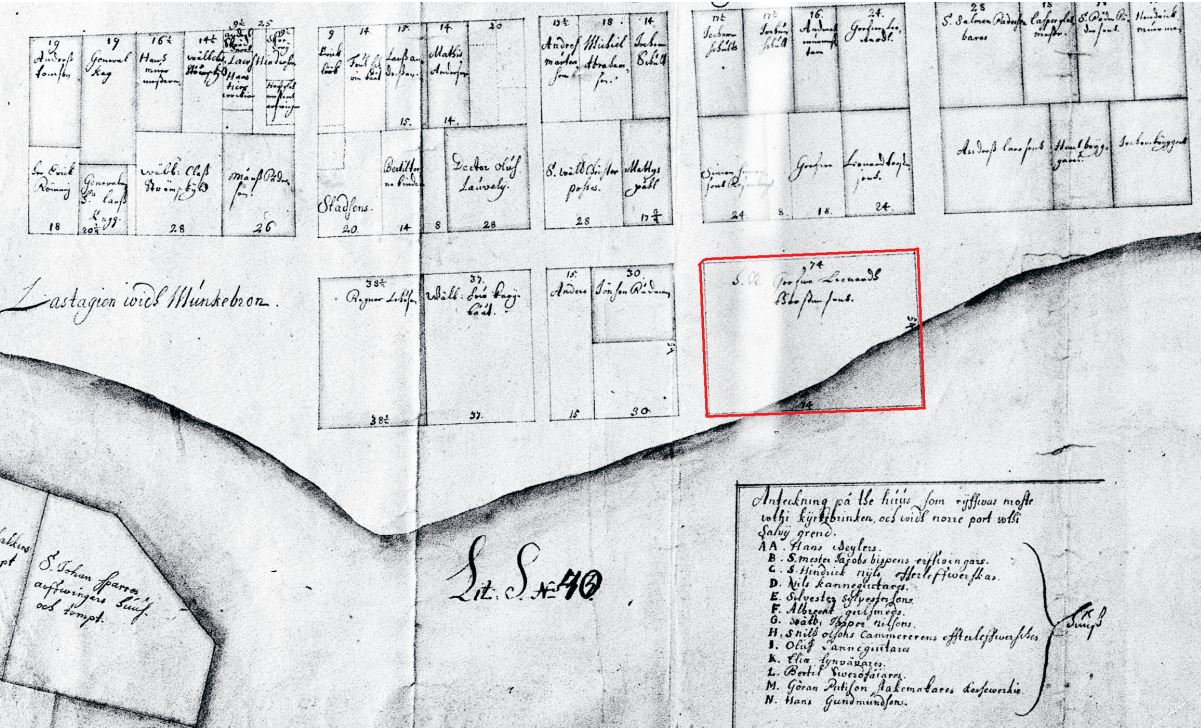
De nyanlagda kvarteren år 1651. Blivande Daedalus i röd ram.

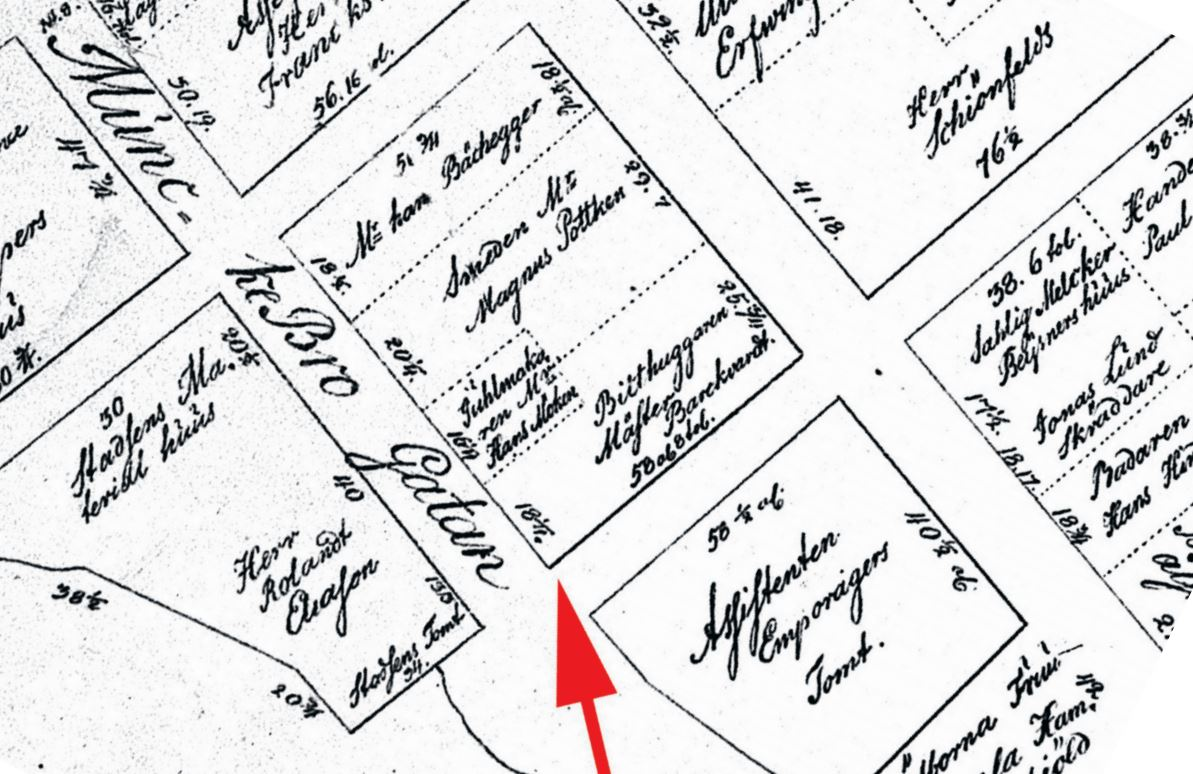
Tomtägare i kvarteret omkring år 1700.

Nästan samtliga kvartersnamn i Gamla stan tillkom under 1600-talets senare del och är uppkallade efter begrepp (främst gudar) ur den grekiska och romerska mytologin. ”Daedalus” eller Daidalos var i den grekiska mytologin en uppfinnare och magiker, som tillverkade till sig och sin son Ikaros vingar för att kunna fly från den labyrint som han själv byggt. Daidalos klarar sig, men hans son flyger för nära solen och störtar ner i havet då vaxet som håller ihop vingarna smälter. Till kvarteret Daedalus finns pendangen kvarteret Icarus belägen direkt väster om denna.

## Bakgrund
På medeltiden låg området för dagens kvarter Daedalus under Mälarens vatten och en bra bit utanför den äldre stadsmuren (se Stockholms stadsmurar). I början av 1540-talet, alltså kort efter Gustav Vasas intåg i Stockholm 1523, uppfördes ett försvarsverk eller "skansen västantill" i trä som sträckte sig i en rak linje mellan Riddarholmen och Kornhamnstorg och gick förmodligen över dagens Daedalus. Redan 1555 brann skansen ner.
I samband med en undersökning av skansen 1954–1955 kunde man konstatera att den av bestod av stockkistor ställda på sjöbotten, fyllda med avfall och överst täckta av sand. De högsta delarna låg cirka två meter under dagens gatunivå för Munkbrogatan. Enligt en rekonstruktion från 1956 var kanoner placerade högst upp. Det existerade även viss bebyggelse i anslutning till försvarsverket. År 1547 beskrevs brygghus utmed skansen, och 1550 fyra slaktarbodar. Möjligtvis kan de ha stått på pålar i vattnet.
Kvarteret Daedalus hör till de kvarteren som anlades efter Stora branden 1625. Med början 1627 skapades Stockholms första rutnätsplan med renässansens stadsplanering som förebild. Arbetena med den nya stadsplanen fortskred släpande och pågick under hela 1630-talet. Ännu på 1640-talet hade stadsingenjören inte levererat några tomtritningar till staden.
Den äldsta kända kartan över området med tomternas mått och ägare är från 1651. Vid den tiden gick Mälarens strandlinje fortfarande genom det planerade kvarteret. Men den flyttades successivt utåt genom landhöjningen, och framför allt genom medvetna utfyllnader vid stränderna (se Landhöjningen i Stockholm). Idag består marken av blandade fyllnadsmassor som rester av bryggor, båtvrak och den försvarsskans av trä från 1500-talet. På grund av markens dåliga beskaffenhet drabbades husen av sättningsskador och fick grundförstärkas.

## Kvarteret under 1600- och 1700-talen
År 1651 ägdes hela kvarteret av  fältmarskalken Lennart Torstensson och någon gång före 1683 förvärvades tomten av hovskräddaren Johan Leijoncrona. Efter hans död styckades tomten i fyra delar som mätte 18½ x 57 alnar (motsvarande cirka 11 x 33,8 meter) var och sträckte sig mellan Lilla Nygatan och Munkbrogatan.
Räknat från norr köptes dessa tomter av slottsbyggmästaren Hans Conradt Buchegger, hovslagaren Magnus Böttinger, hjulmakaren Niclas Hensiger och bildhuggaren Burchard Precht. Den senare lät uppföra ett korsvirkeshus. Här hade Precht sin verkstad där han bland annat snidade delar till predikstolen i Storkyrkan. Senare byggde han ytterligare ett hus vid Lilla Nygatan som fortfarande finns kvar, dock i förändrat form. Precht och Buchegger var förmodligen bekanta med varann, båda arbetade i flera projekt under arkitekten
Nicodemus Tessin den yngre, bland annat på Stockholms slott. Även Buchegger och Böttinger hade 1693 fått tillstånd att uppföra korsvirkeshus på sina tomter. På grund av de dåliga markförhållanden hade de inga källare.
Prechts fastighet var i familjens ägo i omkring 80 år. Gränden längs fastigheten kallades under 1700- och 1800-talen för Prechtens gränd, nu Schönfeldts Gränd. Från Prechts tid existerar fortfarande en festong som troligen utfördes av honom. Det sitter ovanför trapploppets början i bottenvåningen av huset vid Lilla Nygatan 12.

## Kvarteret under 1800- och 1900-talen

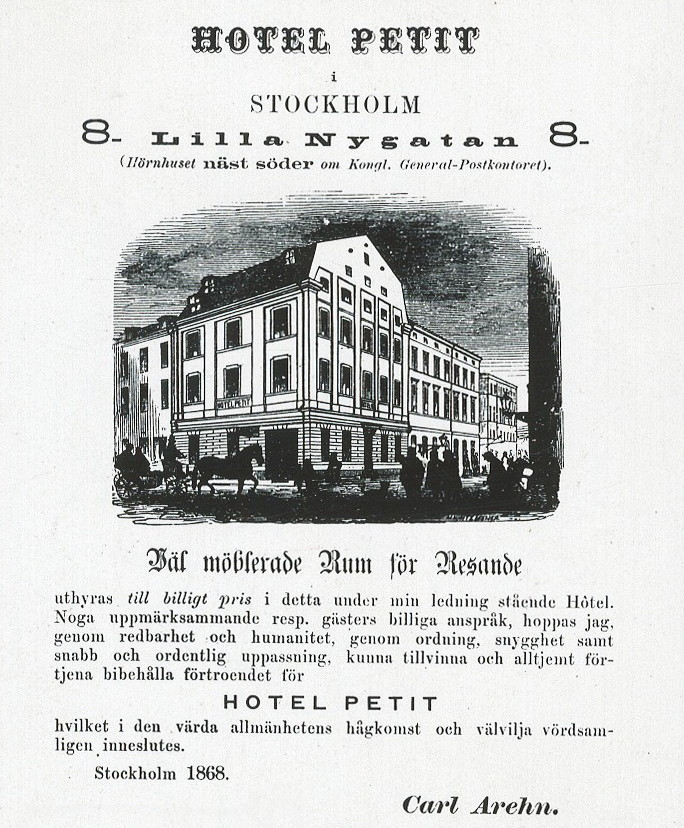
Hotel Petit 1868.

År 1810 ändrades stadens tomtnumrering och beteckningen Daedalus 1-4 (eller I-IV på Lundgrens karta från 1885) ersatte de tidigare tomtnumren 106-109.
Fastigheten i före detta Daedalus 1 (Lilla Nygatan 8, Kåkbrinken 11, Munkbrogatan 7) ägdes mellan 1816 och 1829 av hovdestillatorn Abraham Berg. Efter Bergs död övertogs  fastighetens äganderätt av en annan hovdestillator, Hans Johan Falkman, som stod som ägare fram till 1843. År 1835 var Falkman skriven inom fastigheten. Han bodde där med sin fru Sofia, fyra barn, sin gamla far, en syster samt en bror som var lärling. Dessutom ingick i hushållet en handelsbetjänt, två drängar, tre pigor, en barnflicka och en tjänstegosse. Som hyresgäster hade Falkman fyra män och två änkor.

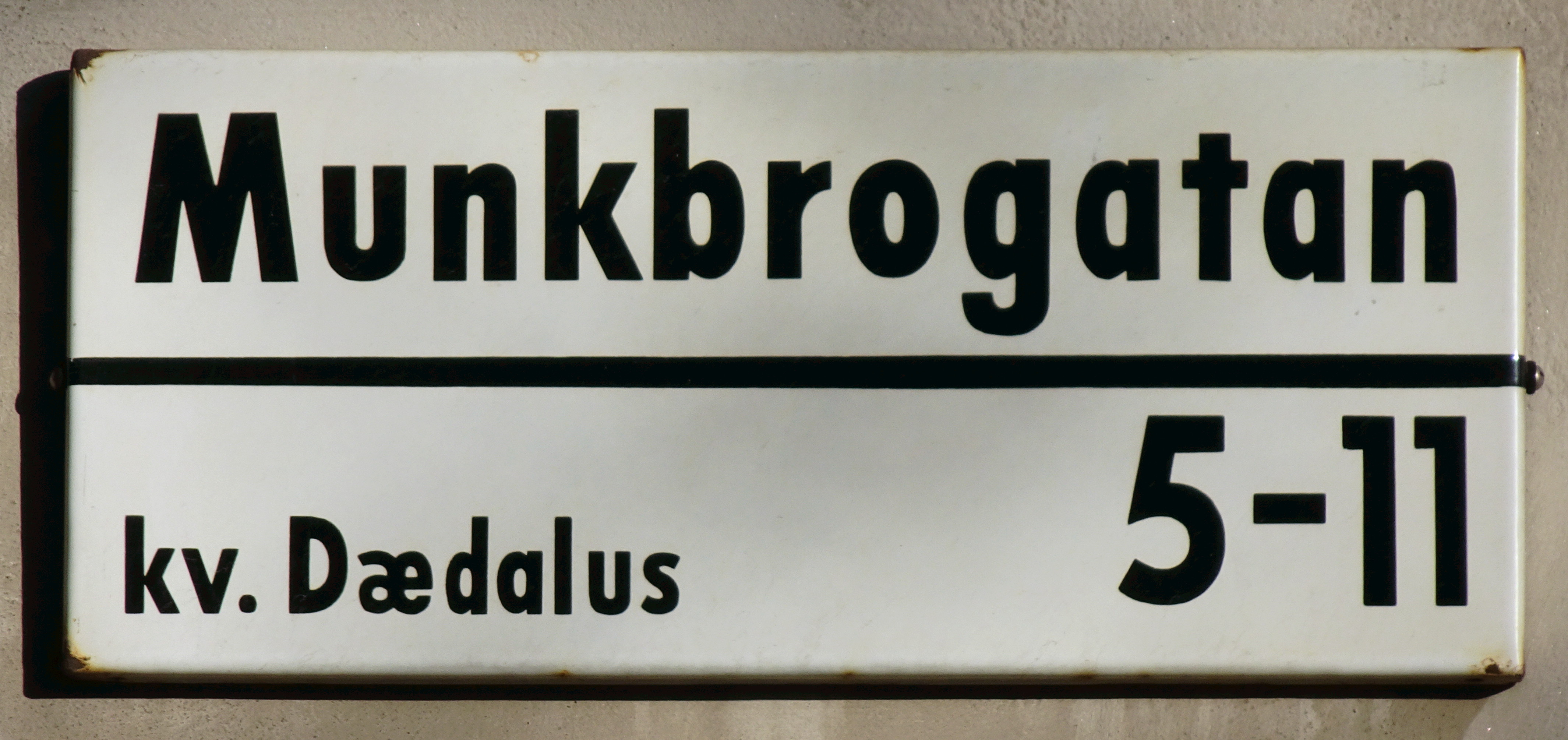

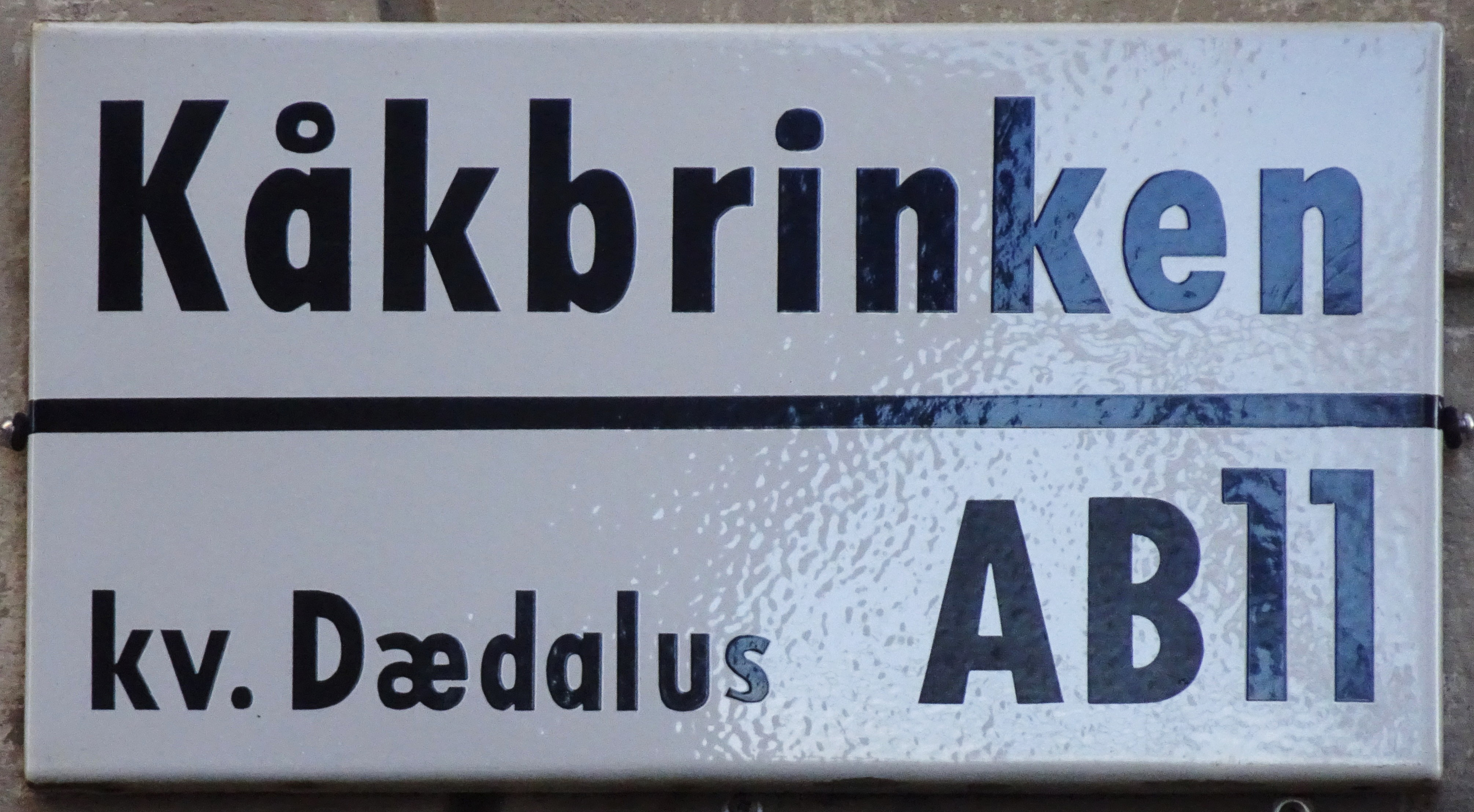

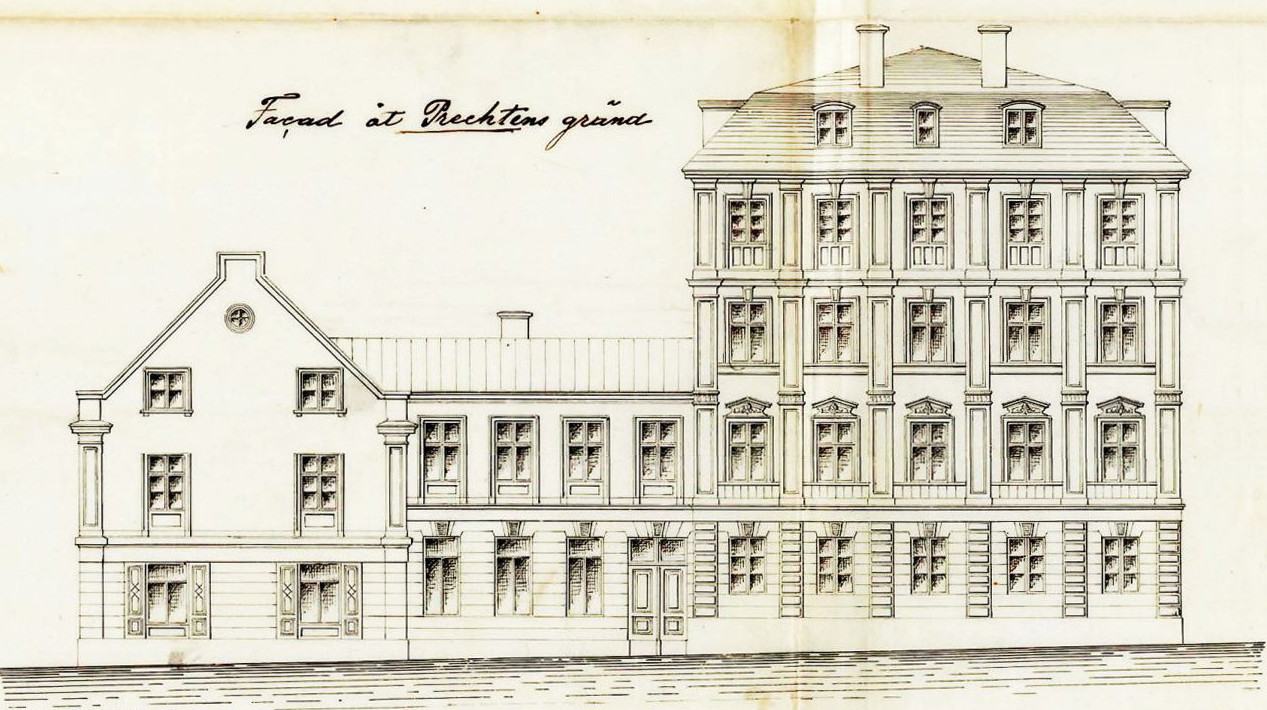
Torstenssons ombyggnadsförslag från 1872, fasad mot Prechtens gränd (nuvarande Schönfeldts gränd).

I hörnhuset Lilla Nygatan 8 bodde på 1840-talet journalisten Wendela Hebbe. Hon räknas som Sveriges första kvinnliga journalist och var verksam på Aftonbladet som hade sina lokaler i närbelägna Kvarteret Palamedes. År 1854 köptes fastigheten av kommissarien Oscar Arehn, som lät uppföra en ny byggnad där han drev Hotel Petit med "väl möblerade rum för resande", som en tidningsannons från 1868 berättar. Hans byggnad är fortfarande bevarad.
Fastigheten i före detta Daedalus 4 (Lilla Nygatan 12, Schönfeldts gränd 12, Munkbrogatan 11) köptes 1826 av kirurgen Johan Ernst Schaumkell. Enligt 1835 års mantalslängd bodde Schaumkells syster, änkan Henriette Böst, i fastigheten ända in på 1870-talet. Därefter lät nästa ägare, snickarmästaren P. A. Torstensson, uppföra ett nytt hus respektive bygga om det befintliga.
I kvarteret mot Lilla Nygatan 12 låg på 1920-talet AB Gunnar Collins konfektionsfabrik och mot Munkbrogatan låg flera handlare i kött och fläsk. På Munkbrogatan 9 hade exempelvis AB Eug. Bussler, kött o. fläskgrossist sin styckning och sitt kontor samt partiaffär och i hörhuset Munkbrogatan 11 fanns Johanssons kött & fläskhandel. Det fanns fler köttgrossister längs Munkbrogatan, det var nära till Köttorget med Köttorgshallen, som låg där Munkbroleden och tunnelbanan nu drar förbi. 1943 hade köttaffären ersatts av fisk och fågelaffären A/B Erikson & Westman. Bebyggelsen med den lägre tvåvåningsbyggnaden i hörnet Munkbrogatan 11 / Schönfeldts gränd 12 motsvarar idag fortfarande 1872 års om- och nybyggnad.
År 1928 förvärvade Stockholms stad fastigheten. Mellan 1971 och 1973 utfördes en stor ombyggnad av hela kvarteret, som slogs samman och fick sin nuvarande beteckning Daedalus 5. Kvarteret var mycket nergånget och förvaltades av Stockholms stads fastighetskontor. Ombyggnadsarkitekterna var Artur von Schmalensee och konstruktör var Tyréns. Från Stockholms stadsmuseum deltog bland andra Margareta Cramér. Stadsmuseet var främst inblandad i fasadernas renovering och deras färgsättning.
Ombyggnaden innebar bland annat att all gårdsbebyggelse förutom flygeln längs Kåkbrinken revs och att källarna under gårdshusen fylldes igen. Några rivningsansökningar skickades 1968 in till Stockholms stadsbyggnadskontor och 1971 var gårdsbebyggelsen borta. En ny sammanhängande innergård skapades och lägenheterna moderniserades. Nya fönster- och dörrsnickerier sattes in i samtliga hus i bottenvåningarnas gårdsfasader. Dessutom grundförstärktes stora delar av kvarvarande byggnader men rörelser i byggnaderna avstannade inte helt varför en ny förstärkning kommer att utföras 2015 eller 2016. I samband med det kommer bland annat husens tekniska system att förnyas och bostäder och lokaler samt fasaderna att renoveras.
Idag omfattar fastigheten Daedalus 5 en areal på omkring 1 500 m² och innehåller sex byggnader med bostäder, kontor, handel och restauranger. Daedalus 5 är markerad med blått på Stadsmuseets kulturhistoriska klassificeringskarta, vilket innebär att fastigheten med sin bebyggelse "har synnerligen stora kulturhistoriska värden motsvarande fordringarna för byggnadsminnen i kulturmiljölagen".

## Tidigare verksamheter i kvarteret

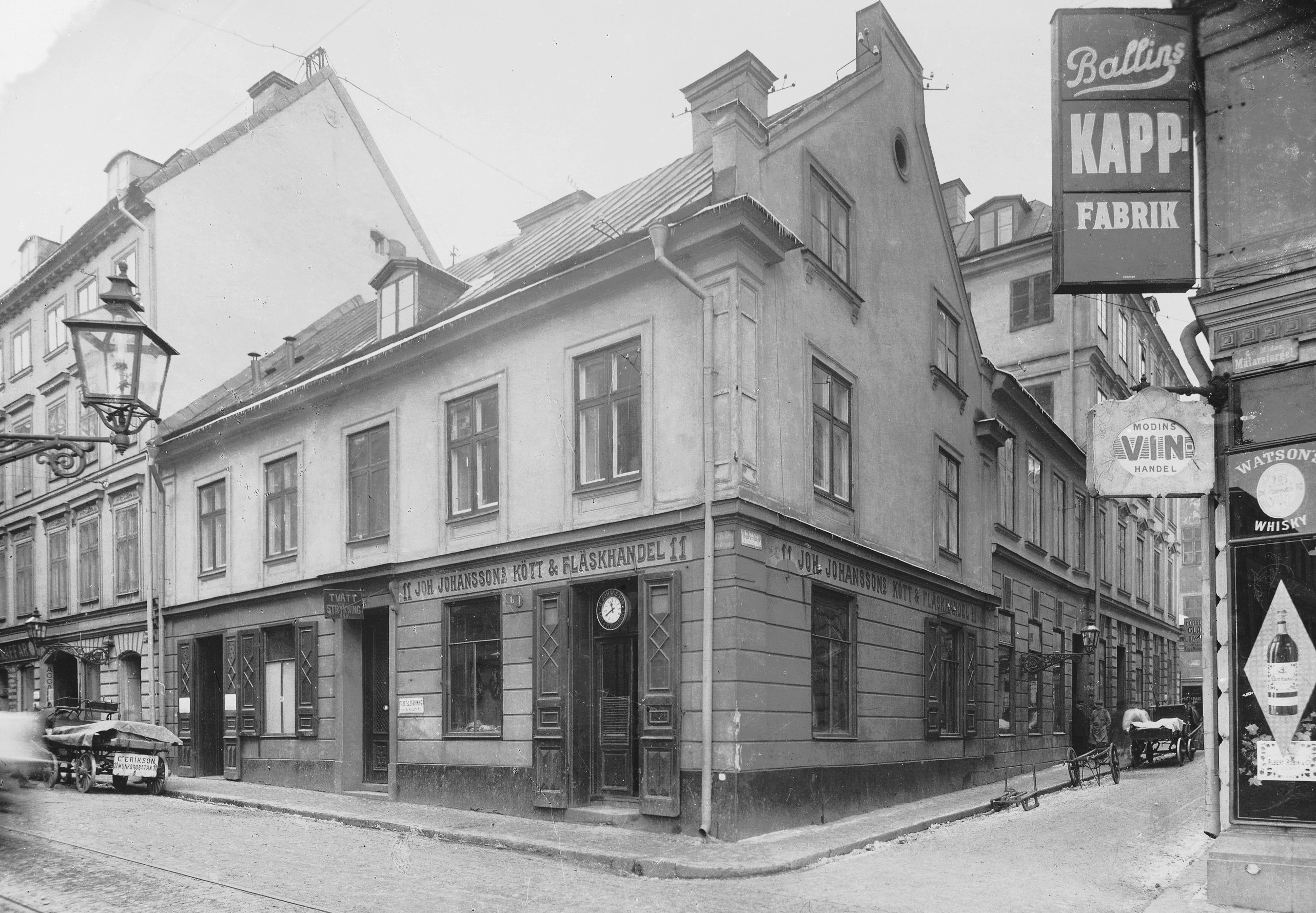
Johanssons kött & fläskhandel, 1910-tal, Munkbrogatan vid Mälartorget
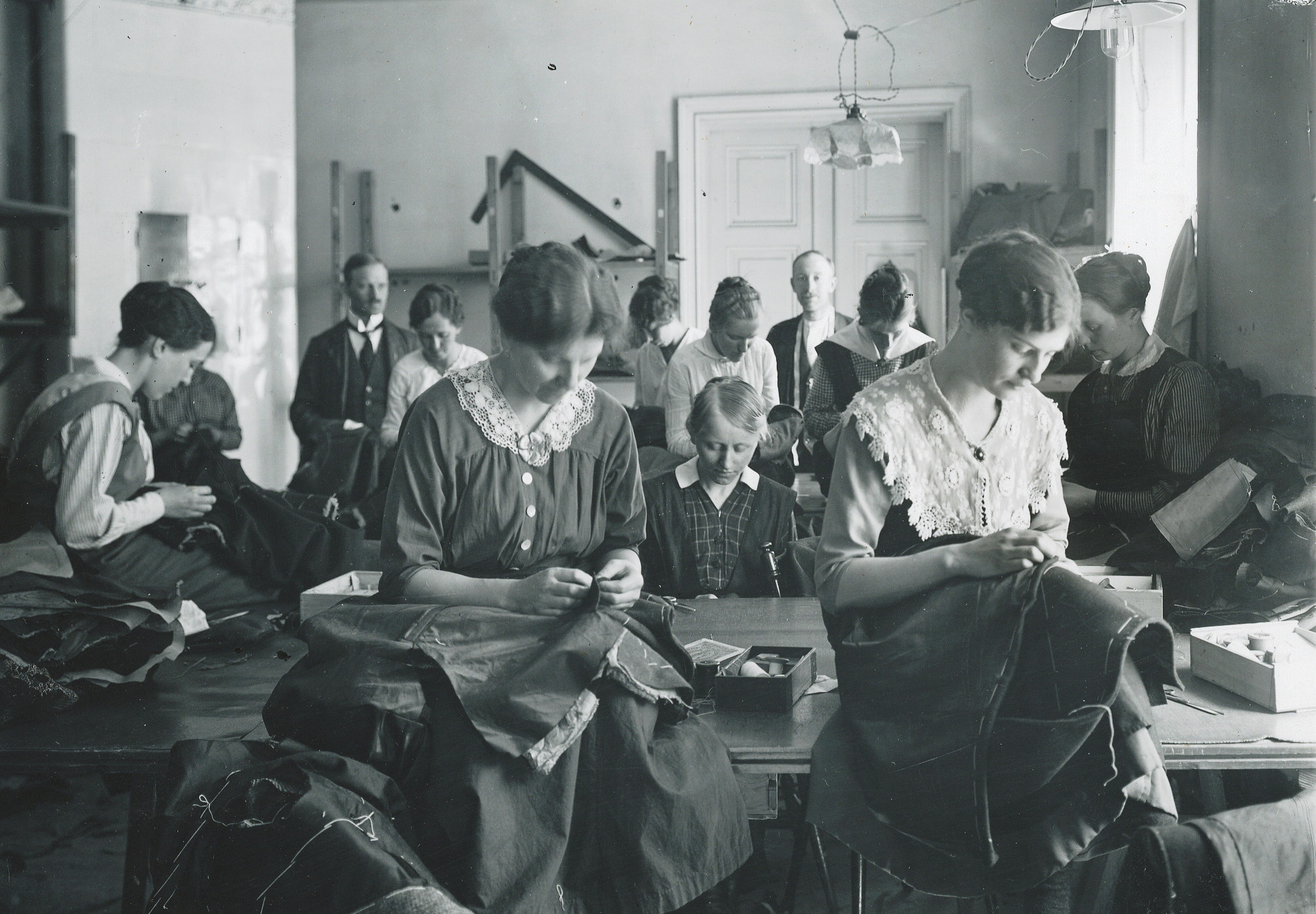
AB Gunnar Collins konfektionsfabrik, 1920-tal, Lilla Nygatan
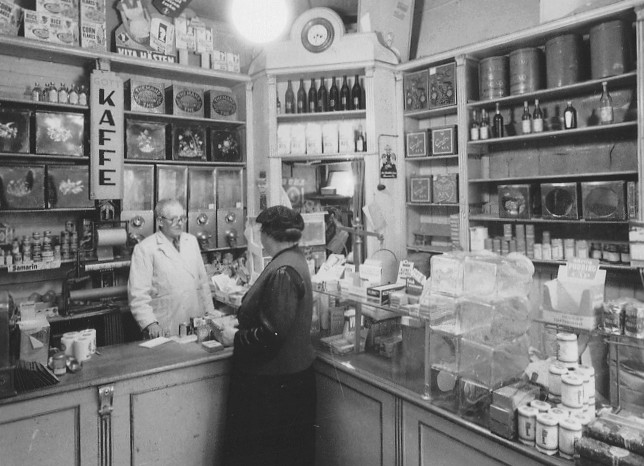
Västindiska Kaffedepoten, tidigare Café Ankaret, 1955, Lilla Nygatan
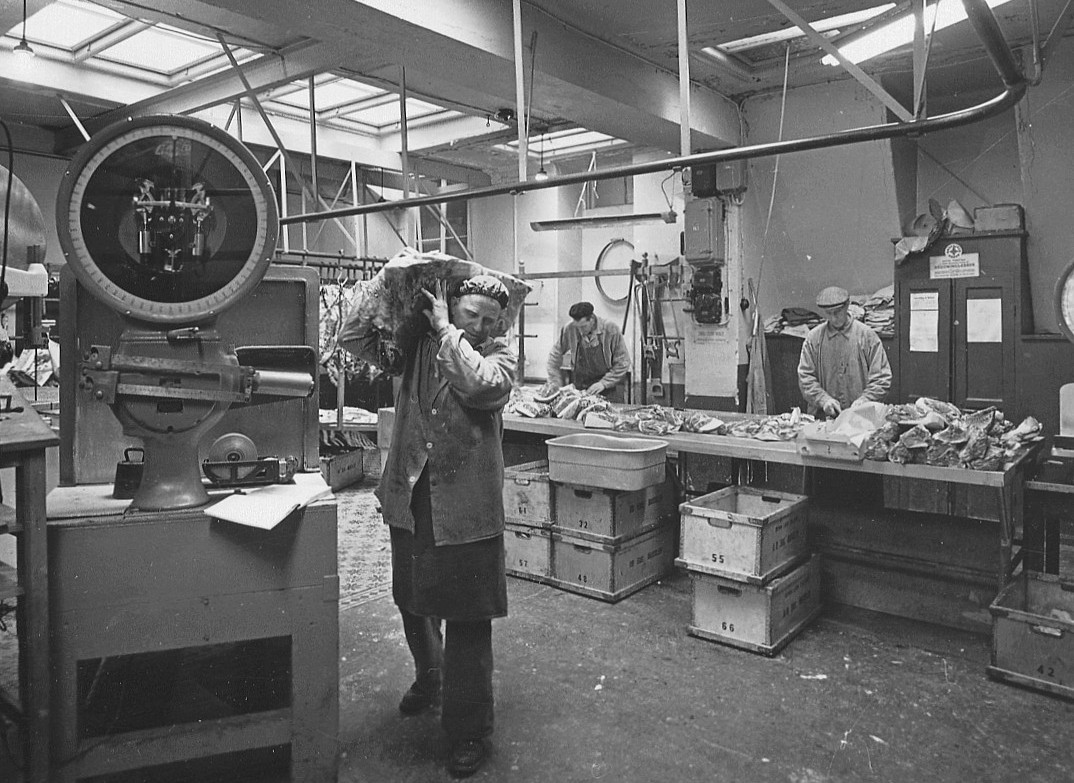
AB Eug. Bussler, kött o. fläskgrossist 1958, Munkbrogatan

## Nuvarande verksamheter i kvarteret

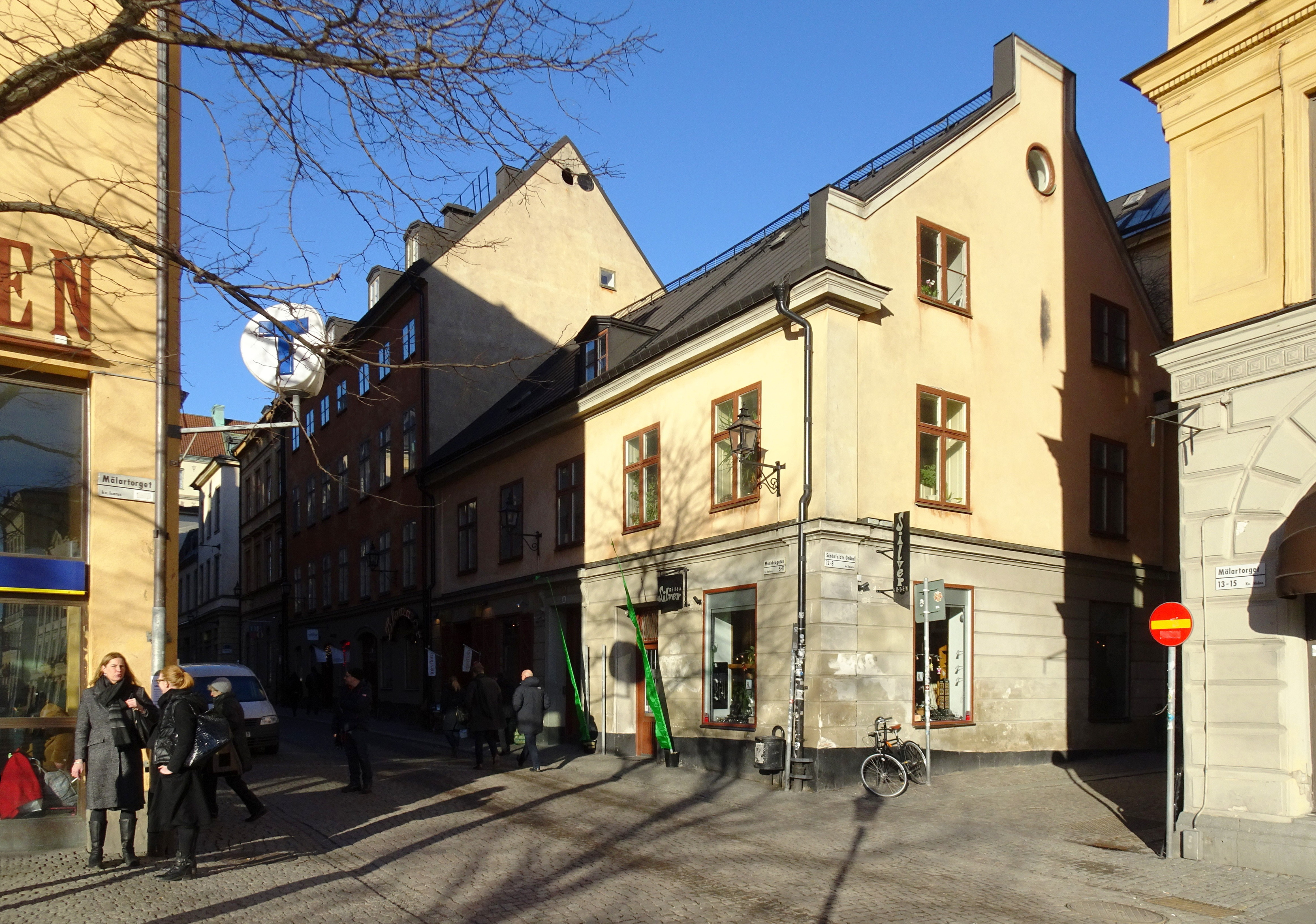
Smyckesbutik "Boden Silver", 2016, Munkbrogatan vid Mälartorget
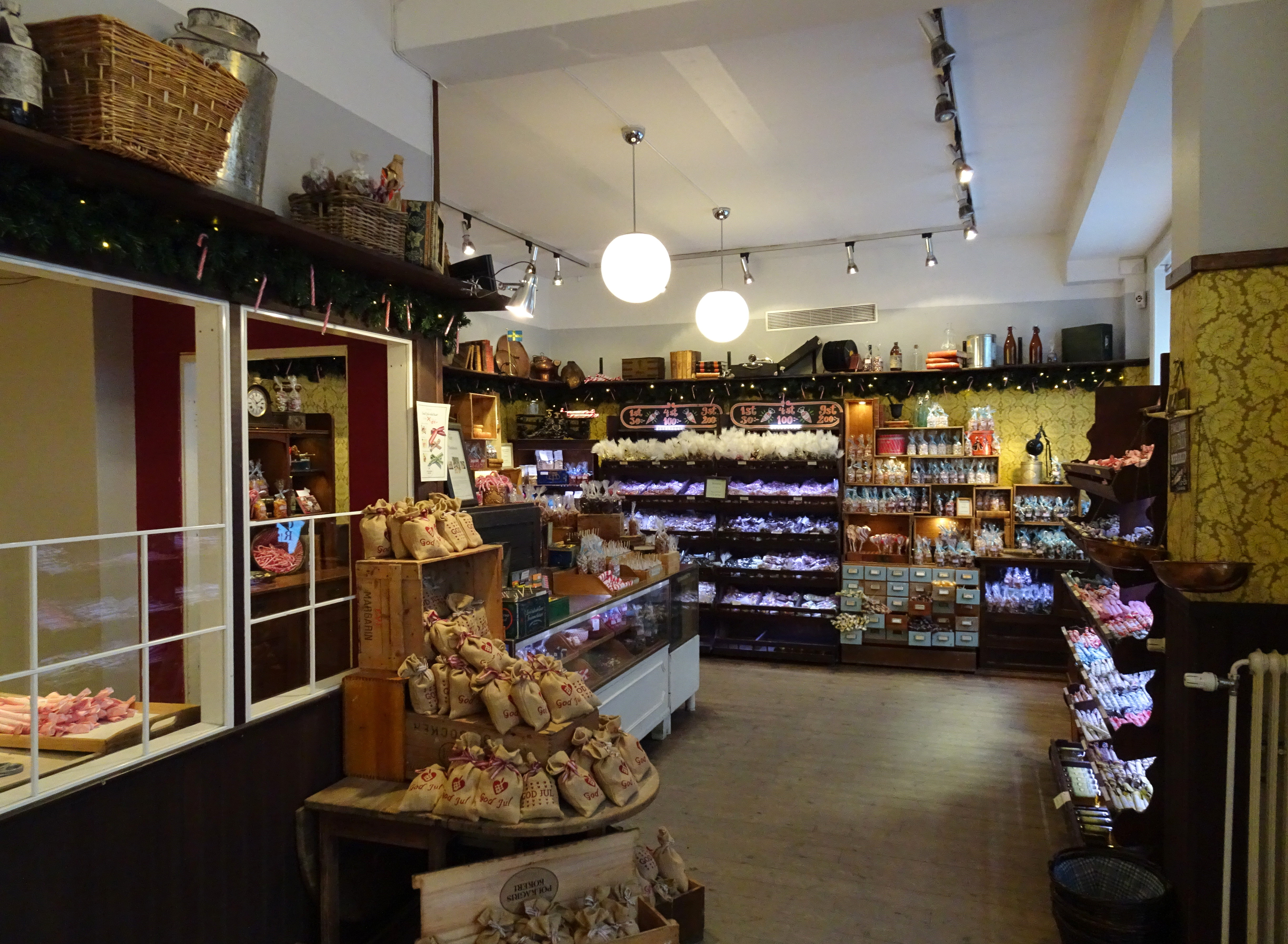
Lilla Nygatan, "Polkagriskokeri", 2016, Lilla Nygatan
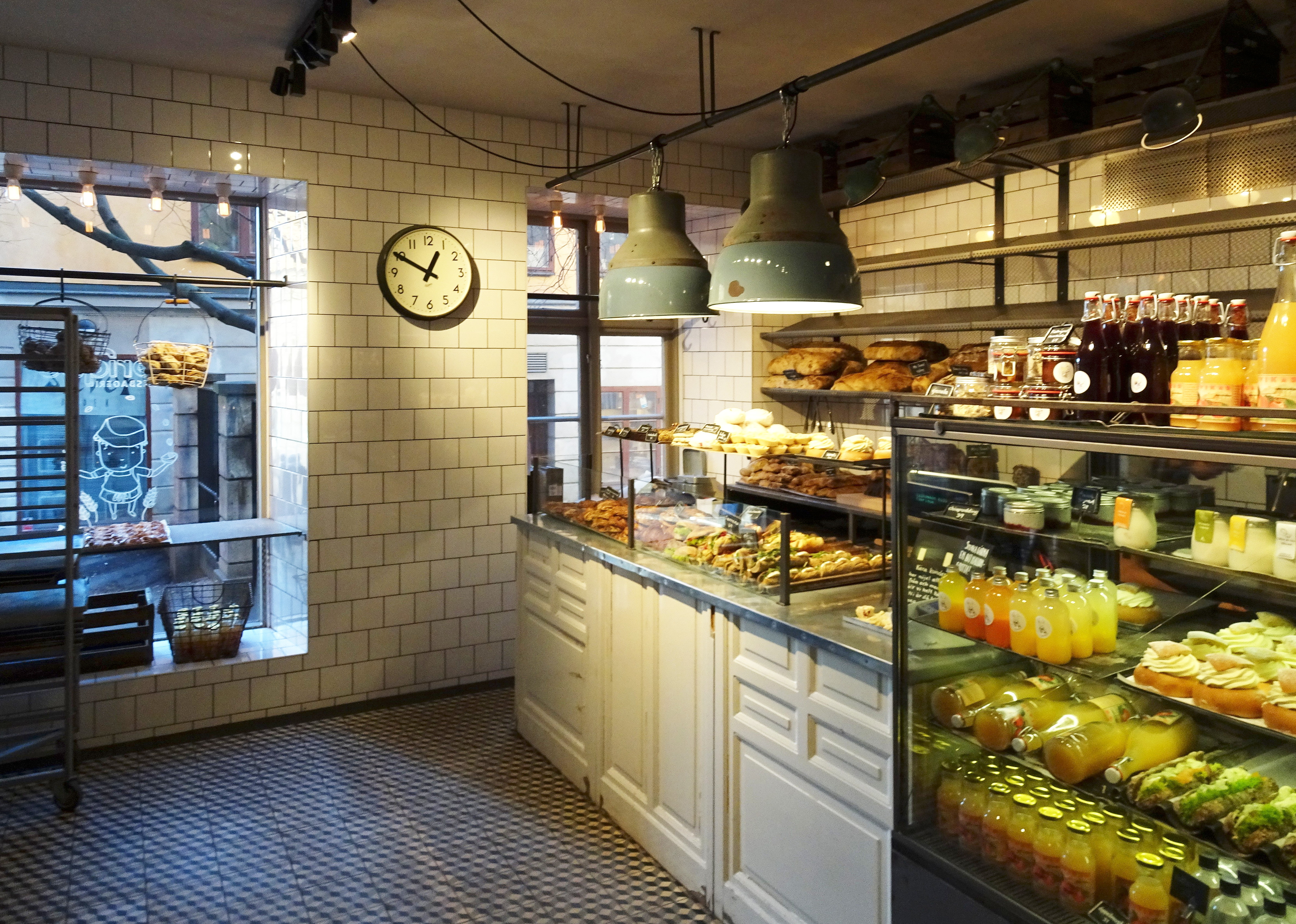
"Gamla stans te och kafféhandel", 2016, Lilla Nygatan
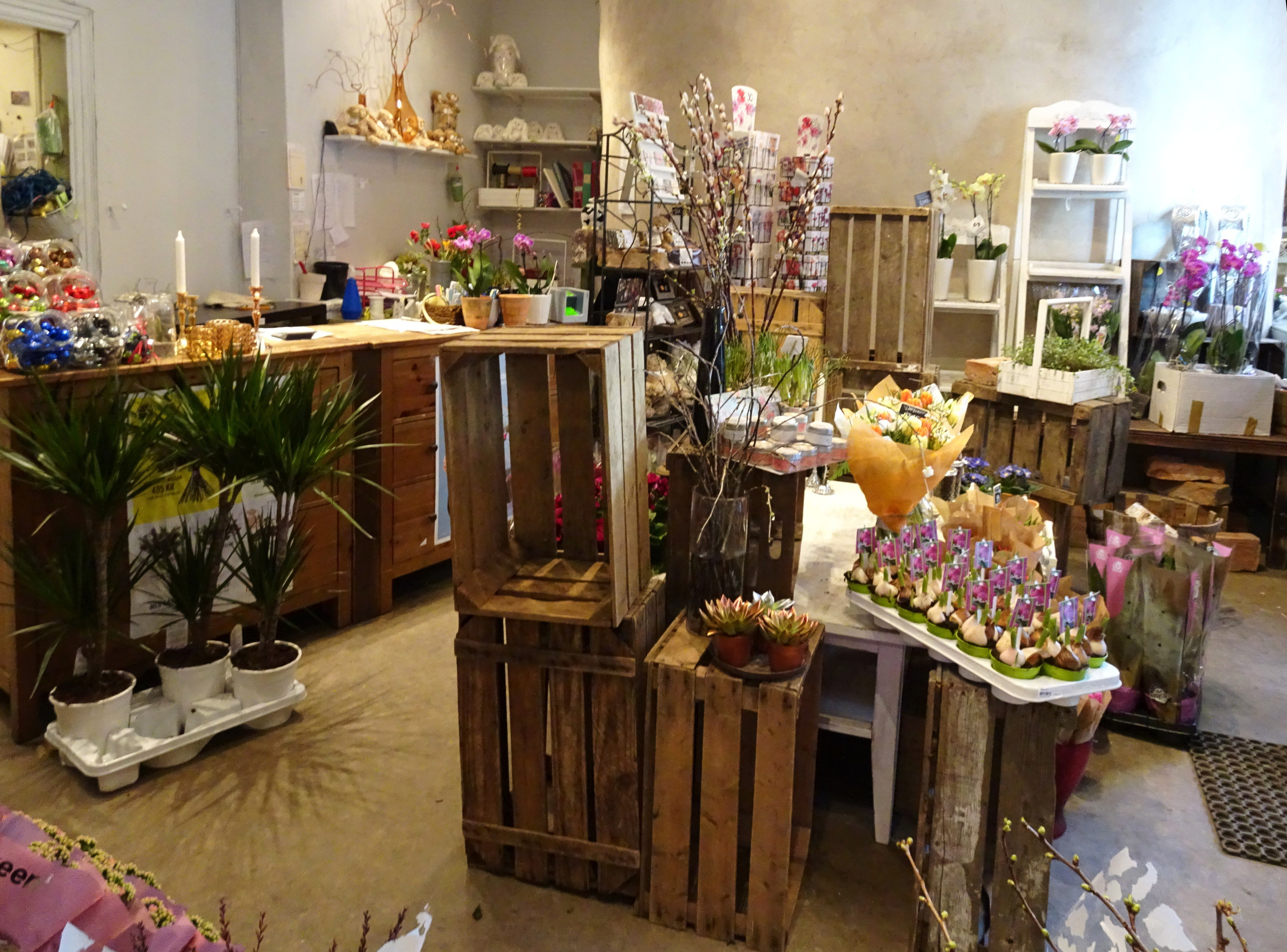
Blomsterhandel "Strauss blommor", 2016, Munkbrogatan

## Kvarterets byggnader

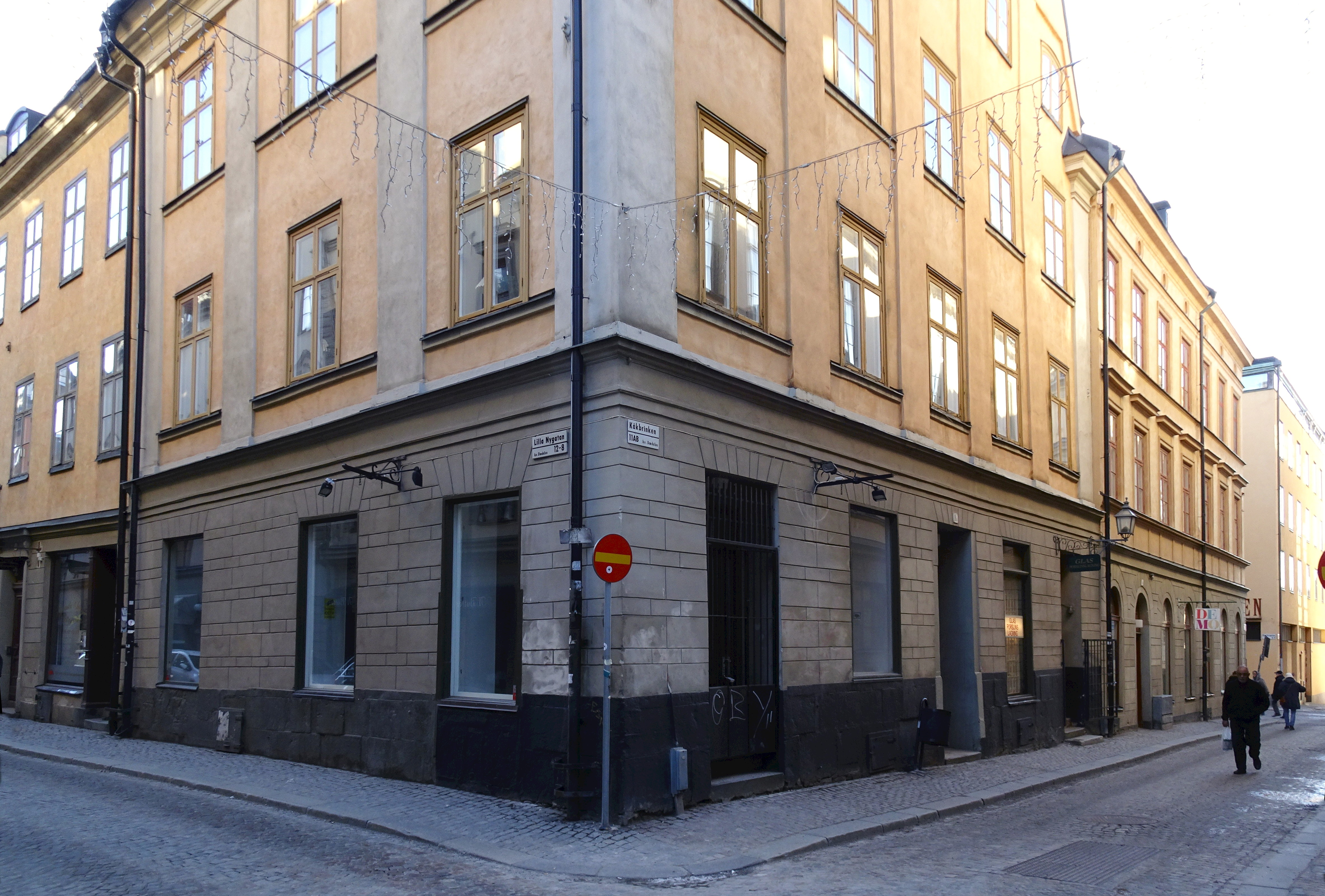
Hörnet Lilla Nygatan, Kåkbrinken
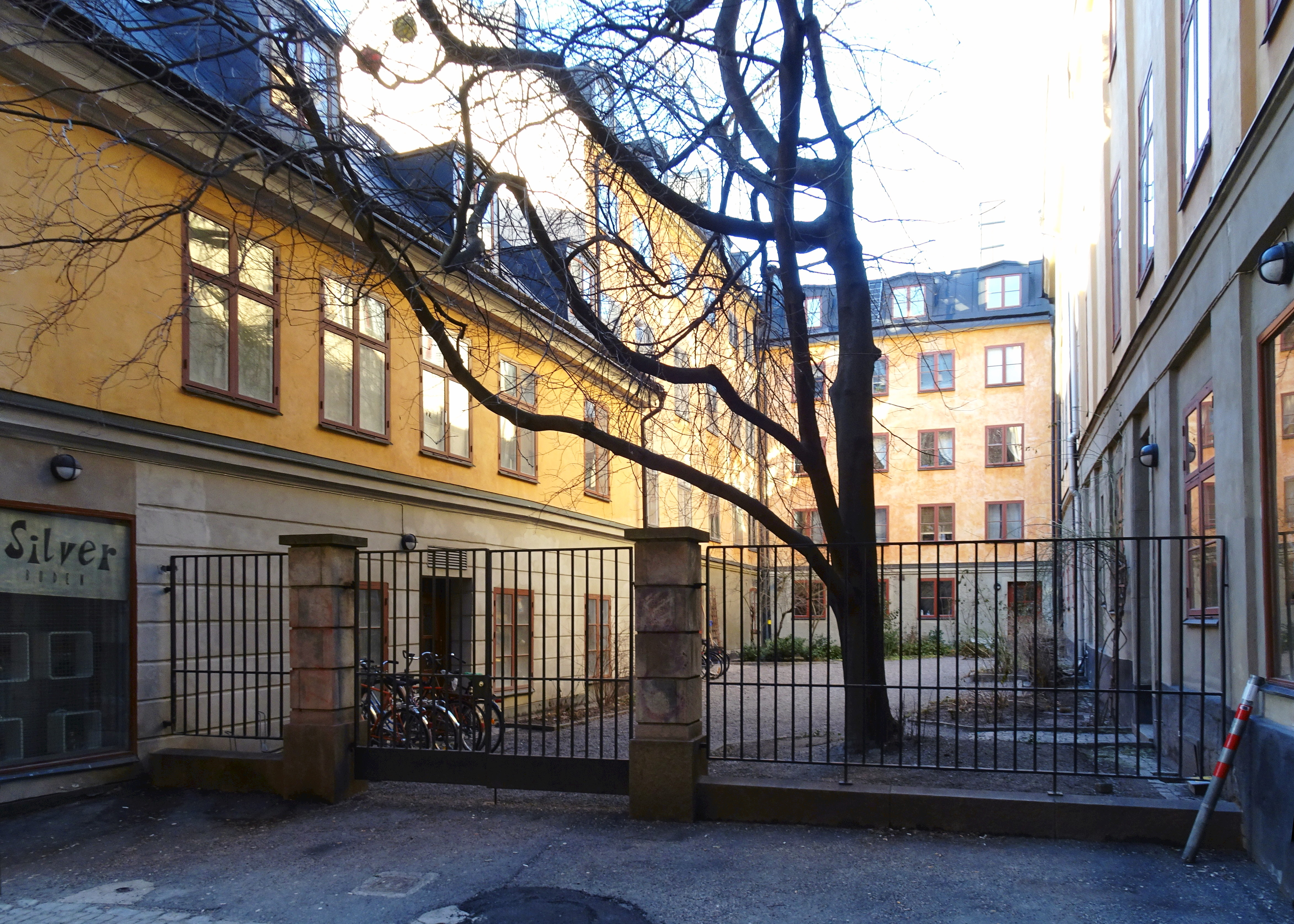
Innergården mot Schönfeldts gränd
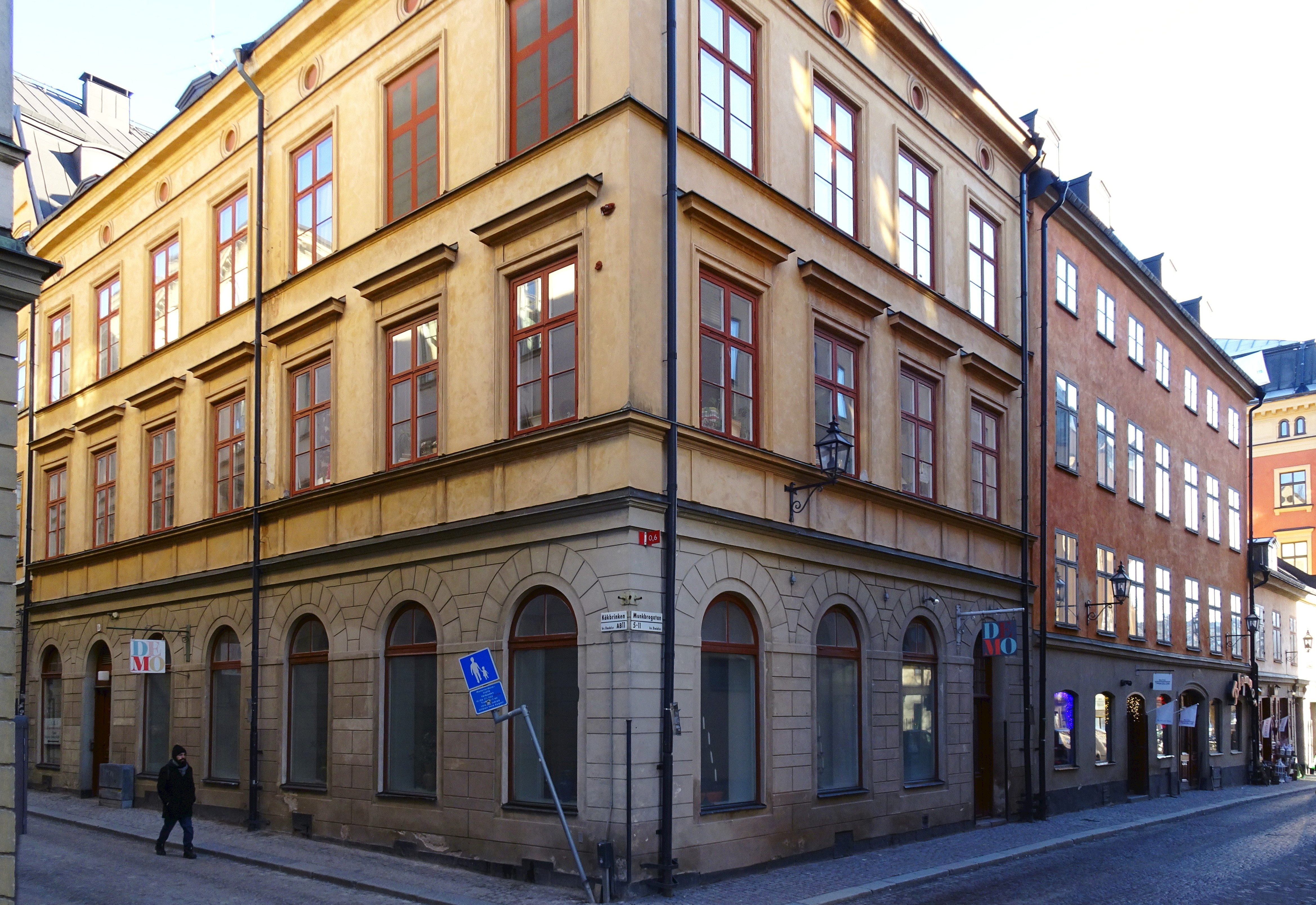
Hörnet Munkbrogatan, Kåkbrinken, f.d. "Hotel Petit"
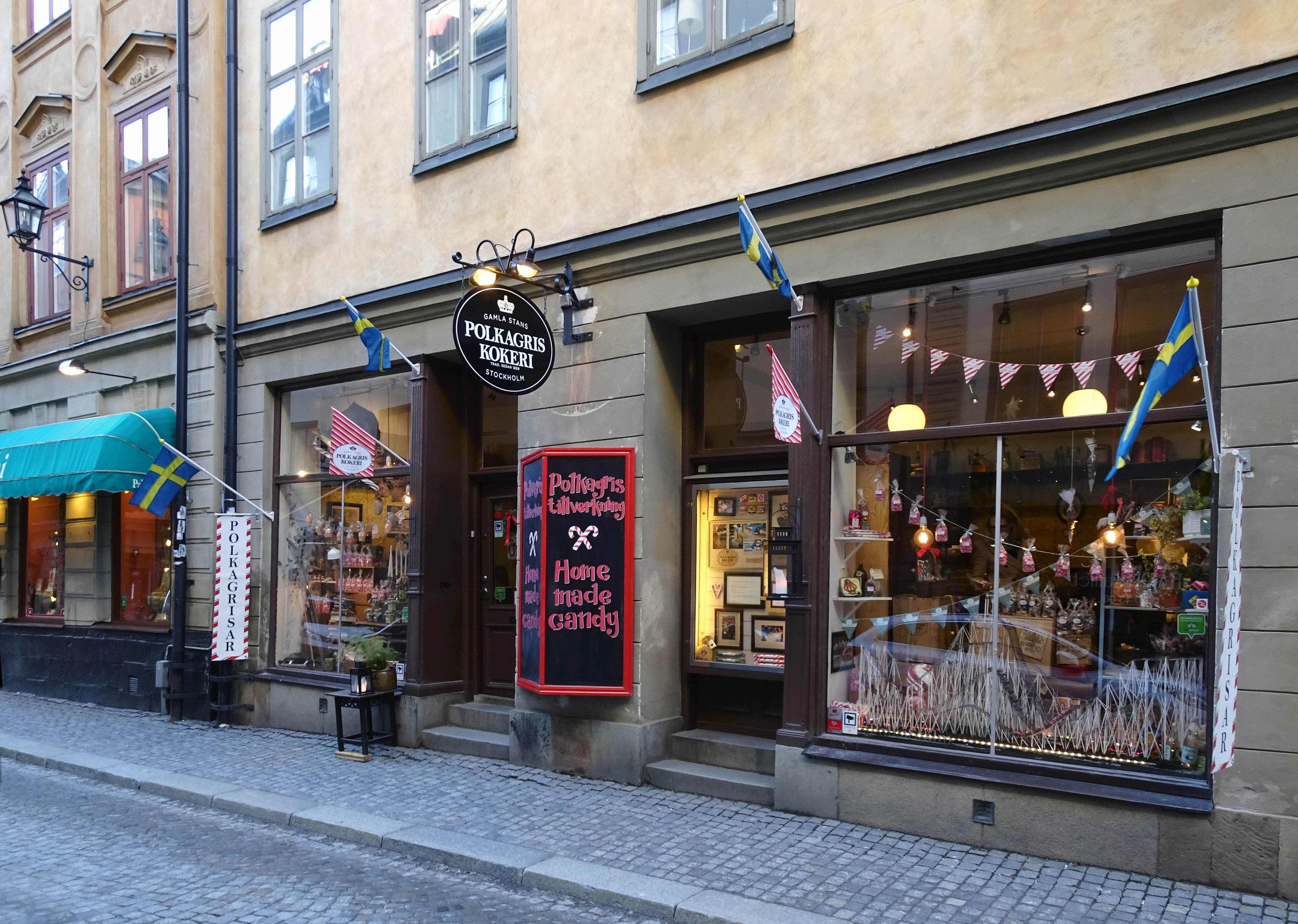
Lilla Nygatan 10